# Derrick Van Orden
Derrick Francis Van Orden (nacido el 15 de septiembre de 1969) es un político, empresario, actor y SEAL de la Marina de los Estados Unidos retirado que es el representante de los Estados Unidos para el 3.º distrito congresional de Wisconsin. Es miembro del Partido Republicano. El Sr. Van Orden ganó notoriedad en 2023 después de una noche de bebida, abusó verbalmente de varios miembros del Senado, que estaban acostados boca arriba tomando fotografías del interior de la cúpula de la Rotonda del Capitolio de los EE. rito de sesión.

## Carrera
Van Orden sirvió en los SEAL de la Marina de los Estados Unidos desde 1988 hasta 2014.

### Participación política
Van Orden fue el candidato republicano para el 3.º distrito congresional de Wisconsin en las elecciones de 2020, perdiendo por poco ante el actual demócrata Ron Kind. Fue nominado para postularse para el escaño nuevamente en las elecciones de 2022 y ganó, derrotando por poco al senador estatal demócrata Brad Pfaff y cambiando el distrito de demócrata a republicano por primera vez desde 1994.

#### 6 de enero
Van Orden participó en el mitin "Stop the Steal" del 6 de enero y estuvo presente en el Capitolio de los Estados Unidos durante el asalto al Capitolio de los Estados Unidos el 6 de enero de 2021.

#### Incidente del Senado
Según Punchbowl News, Van Orden estaba dando un recorrido para varias docenas de visitantes alrededor de la medianoche del 26 de julio de 2023, cuando se encontró con los pajes del Senado (que tienen todos 16 o 17 años), tirados en el suelo de la Rotonda, tomando fotos del interior de la cúpula del Capitolio; NBC News informó más tarde que esta es una actividad tradicional de las páginas para conmemorar su última semana de servicio. Punchbowl News también informó que la Rotonda del Senado es el lugar de trabajo donde se dirige a las personas a sentarse en espera de instrucciones mientras el Senado está en sesión nocturna, como lo fue esa noche. Van Orden "maldijo a los pajes... llamándolos 'vagos de mierda' y les dijo que 'se levantaran' del suelo" y, según los informes, les gritó "a centímetros de las caras de los pajes", y luego dijo, "Me importa un carajo quienes son. Soy congresista."
Más tarde se informó que Van Orden había estado festejando ruidosamente en un evento en su oficina donde se servía alcohol, antes de gritarle a los pajes, y varios medios de comunicación informaron que tenía botellas de alcohol en los escritorios y en los botes de basura de su oficina más temprano esa noche como parte de una fiesta con 50 electores.
El comportamiento de Van Orden fue condenado por sus compañeros republicanos, incluido el líder republicano del Senado, Mitch McConnell, y el senador Thom Tillis, quienes dijeron: "Este es un comportamiento imperdonable y vergonzoso para un miembro del Congreso o cualquier adulto". El congresista debe hacer lo correcto y disculparse". El miembro republicano de la Cámara, Chip Roy, luego se tomó una foto en el piso de la Rotonda del Senado en apoyo de las páginas.

### Otros trabajos
Van Orden es un actor, ha aparecido en Act of Valor (2012), Surviving the Wild (2018) y Running with the Devil (2019). Abrió el Butternut Cafe en Butternut, Wisconsin, en 2017.

### Incidente del libro de la biblioteca LGBT
El 17 de junio de 2021, Van Orden se enfrentó a un paje de biblioteca adolescente en la Biblioteca Conmemorativa Prairie du Chien con indignación por una exhibición de libros con temas LGBT reunidos para el Mes del Orgullo. Van Orden estaba particularmente molesto por el libro Un día en la vida de Marlon Bundo, sobre un día ficticio en la vida de Marlon Bundo, el conejo mascota de la vida real del exvicepresidente de los Estados Unidos Mike Pence, y el romance del mismo sexo del conejo. Van Orden presentó una queja por escrito a la biblioteca de que el libro estaba "sesgando a los jóvenes para que pensaran que los republicanos no son inclusivos". Este libro no es informativo, es propaganda". Un miembro del personal describió a Van Orden como "muy incómodo, amenazante" con "gritos completos" y "empujando agresivamente los libros". Quería saber quién había establecido la exhibición para poder "darles una lección". Posteriormente, Van Orden retiró todos los libros expuestos de la biblioteca y luego los devolvió en una semana.

## Controversias

### Arresto de armas
El 27 de agosto de 2021, Van Orden fue arrestado en el aeropuerto de Eastern Iowa en Cedar Rapids, Iowa, luego de intentar pasar una pistola SIG Sauer completamente cargada a través de un control de seguridad. Inicialmente se declaró inocente, pero luego renunció a sus derechos y se declaró culpable. El tribunal ordenó a Van Orden pagar multas y completar un programa de seguridad de armas. Fue puesto en libertad condicional por un año el 28 de diciembre de 2021.

### Gritos a los pajes del Senado
Durante su primer mandato, recibió cobertura negativa de los medios de comunicación nacionales por gritar blasfemias a los pajes del Senado que descansaban en la rotonda del Capitolio de EE. UU.

## Vida personal
Van Orden nació en Minnesota. Él y su esposa, Sarah Jane, tienen cuatro hijos y ocho nietos. El es protestante. Van Orden tiene un título de la Universidad Excelsior, una universidad privada en línea.